# Табански, Джейсон
Джейсон Табански (англ. Jason Tabansky; род. 28 августа 1983 года, Браунсвилл, Техас, США) — американский лучник-паралимпиец. Чемпион Паралимпийских игр-2024 в Париже.

## Биография
Служил в армии США, получил травму в результате падения во время демонстрации вертолёта Boeing CH-47 Chinook в Лондоне. Начал заниматься стрельбой из лука в 2015 году.
В 2024 году в Париже принял участие на летних Паралимпийских играх-2024 в классе W1 в индивидуальном мужском и в смешанном командном турнире. В мужском турнире в квалификации был только шестым с результатом 654 очка. В 1/8 финала победил бразильца Эужениу Сантану Франко, в четвертьфинале — двукратного Паралимпийского чемпиона, чеха Давида Драгонинского, в полуфинале — итальянца Паоло Тонона. В финале победил китайца Хань Гуйфэя и завоевал золотую медаль. В командном турнире выступал вместе с Трейси Отто. В квалификации американца были шестыми (из семи команд) с результатом 1201 очко. Выбыли из турнира в четвертьфинале, уступив итальянцам Дайле Дамено и Паоло Тонону.